# Église Saint-Jean-Baptiste de Tournemire
 (mai 2025).
L'église Saint-Jean-Baptiste est située sur la commune de Tournemire dans le département du Cantal, en France.

## Historique
L'église Saint-Jean-Baptiste de Tournemire est le dernier vestige de l'ancien château féodal des Tournemire.
Rigaud Ier de Tournemire (vers 1015-1060), selon la légende rapportée par Dom Claude Béral, moine bénédictin, aurait pris la Croix et serait parti pour Jérusalem. Une relation détaillée de son voyage aurait été écrite par un moine d'Aurillac qui l'accompagnait racontant que Rigaud serait revenu porteur de l'épine de la Couronne du Christ conservée aujourd'hui dans l'église.
L'édifice est classé au titre des monuments historiques par arrêté du 13 mars 1944.